# Mabuya trivittata
Mabuya trivittata är en ödleart som beskrevs av  Thomas Hardwicke och GRAY 1827. Mabuya trivittata ingår i släktet Mabuya och familjen skinkar. Inga underarter finns listade i Catalogue of Life.